# Pir Ali Badak
Pir Ali Badak - el seu nom apareix també com Budak, Buduk, Baduk i Badik - (+1382) fou un amir (general) que va servir al jalayírida Hasan Buzurg i després als muzaffàrides retornant més tard al servei dels jalayírides.
Va ser un amir destacat de Shah Shuja i fou nomenat per aquest governador de Shushtar.
El 1378 diversos amirs de Bagdad, que estaven al servei de l'amir Ismail, fill del ministre governador titular de Bagdad (en nom del sultà Husayn ibn Uways) Amir Zakariya, van morir en una revolta (incloent el mateix Ismail) i els sublevats van proclamar governador a Shaykh Ali. Les fonts divergeixen aquí i per uns és tractaria del fill de l'assassinat Shaykh Hasan ibn Uways i per altres del fill d'Uways Ali ibn Uways. Husayn va decidir transigir (no li constava cap rival perillós entre els revoltats) i li va enviar una amable carta en la qual li permetia conservar el govern de Bagdad. Però el nou governador efectiu va cridar a Pir Ali Badak, ara governador de Shushtar al servei del muzaffàrida Ali Shudja o Shah Shudja (1364-1384), al que va convertir en el seu atabeg i naib i en endavant el govern de Bagdad va adoptar diverses mesures de gran independència, com es constata en el fet que les monedes emeses a Bagdad per Husayn ibn Uways desapareixen el 1379/1380).
Husayn va considerar que es sobrepassava en la autoritat que podia exercir i va enviar contra ell a l'amir Adil Agha. Van marxar a Bagdad amb un exèrcit i Shaykh Ali i Pir Ali Badak, sense possibilitat de resistència, van haver de fugir de Bagdad i es van refugiar a Shushtar; Husayn va entrar a Bagdad sense oposició i es va quedar allí per disfrutar dels plaers de la gran capital, mentre Adil Agha era enviat en persecució dels dos fugitius. Shushtar fou assetjada un temps i finalment Shaykh Ali va pactar la submissió i el compromís de no interferir mes en el govern de Bagdad a canvi de conservar el govern de Shushtar sota domini muzaffàrida. Adil Agha va tornar aleshores a Bagdad i des d'alli, amb la major part de l'exèrcit, a Sultaniya.
No havia passat molt de temps quan a la meitat del hivern probablement del 1380 al 1381 (alternativament del 1379 al 1380), cridats per una facció bagdadí, Pir Ali Badak i Shaykh Ali van retornar a Bagdad. Husayn va enviar als amirs Mahmud Uka i Omar Kipchak, pero els dos generals, tot i que van combatre be, foren derrotats i fets presoners per Pir Ali Badak, i les seves forces foren gairebé aniquilades. Quan Husayn ho va saber es va retirar cap a Tabriz (1380/1381) on va arribar amb dificultats i Shaykh Ali va recuperar el govern de Bagdad.
El 1382 Husayn fou assassinat per Ahmad ibn Uways i va dominar Tabriz, però va haver d'enfrontar aleshores tant a un altre germà, Baiazid ibn Uways, aliat al general Adil Agha, com al mateix Ali [ibn Uways o ibn Hasan] i el seu general Pir Ali Badak. Ahmad va poder desactivar l'amenaça d'Adil i Baiazid, però Shaykh Ali i Pir Baduk van sortir de Bagdad en direcció a l'Azerbaidjan. Ahmad els va sortir al encontre i la batalla es va lliurar al Huft Rud (Set Rius). L'ala esquerra del sulta Ahmad anava manada per l'amir Omar Kipchak que va fer defecció i es va unir a Shaykh Ali. Ahmad va abandonar el camp de batalla i per la ruta de Khoy va fugir cap a Naxçıvan on es va trobar amb el seu aliat Kara Muhammad dels Kara Koyunlu que estava disposat a donar-li suport i el qual, amb cinc mil homes, va marxar contra l'exèrcit de Shaykh Ali i Pir Baduk als que va derrotar, morint els dos caps en el combat; els kara koyunlu van obtenir un botí considerable que es van emportar a les seves tendes (yuruts).